# Alvah Meyer
Alvah T. Meyer (ur. 18 lipca 1888 w Nowym Jorku, zm. 19 grudnia 1939 w Tucson w Arizonie) – amerykański lekkoatleta sprinter, srebrny medalista olimpijski ze Sztokholmu z 1912.
Pochodził z rodziny żydowskiej. Specjalizował się w biegach na krótkim dystansie. Zdobył mistrzostwo Stanów Zjednoczonych (AAU) w hali w biegu na 60 jardów w 1911. W mistrzostwach USA na otwartym stadionie w 1912 został zwycięzcą na 220 jardów i zajął 2. miejsce na 100 jardów. Podczas prób przedolimpijskich wypadł jednak słabo i na igrzyska olimpijskie do Sztokholmu pojechał, ponieważ rodzina sfinansowała mu podróż.
Na igrzyskach zajął 2. miejsce w biegu na 100 metrów, przegrywając jedynie ze swym rodakiem Ralphem Craigiem. W biegu na 200 metrów odpadł w półfinale.
W późniejszych latach Meyer startował z powodzeniem w mistrzostwach USA (AAU), zajmując w biegu na 100 jardów 3. miejsce w 1913 i 1914 oraz 2. miejsce w 1915 i 1916. Był także 3. w biegu na 220 jardów w 1914 i 1915. W 1914 został halowym mistrzem USA (AAU) na 75 jardów i na 300 jardów. W 1914 ustanowił halowy rekord świata w biegu na 60 jardów – 6,4 s, a w 1915 na 330 jardów – 32,2 s.
Rekordy życiowe:
- 100 m – 10,7 s. (1912)
- 200 m – 21,7 s. (1912)